# BookTok
BookTok je subkultura na aplikaciji TikTok, ki se osredotoča na knjige in književnost. Ustvarjalci delajo videe, v katerih ocenjujejo, debatirajo in se šalijo o prebranih knjigah. Knjige spadajo v različne žanre, a veliko ustvarjalcev se osredotoča na mladinsko leposlovje, mladinsko fantazijsko književnost in ljubezenske romane. Skupnost naj bi imela vpliv na založništvo  in prodajo knjig. Ustvarjalci v tej skupnosti so znani tudi kot BookTokerji.

## Ozadje
Večina vsebin se fokusira na mnenja o knjigah, knjižna priporočila, nakup knjig in postavitve knjižnih stojal. Nekateri ustvarjalci se osredotočajo na specifične žanre, BICOP in LGBTQ avtorje ali celo na objave o lastnih delih, medtem ko nekateri objavljajo pohvale in priporočila za knjige, izdane v preteklih letih. BookTok ustvarjalci so večinsko najstniki in mlade ženske ter se predvsem osredotočajo na mladinsko leposlovje, mladinsko fantazijsko književnost in ljubezenske romane.
BookTok je pridobil priljubljenost leta 2020 v začetku pandemije covida-19. Začetnica trenda je bila 16-letna Kate Wilson, ki je na platformi  objavila vrsto citatov iz njej ljubih knjig ter v ozadju predvajala izbrano glasbeno podlago. Trenutno ima veliko število BookTok profilov na stotisoče sledilcev. Leta 2021 so nekateri založniki začeli sodelovati s priljubljenimi ustvarjalci s ponudbami za promocijo določenih knjižnih naslovov ali pa s ponudbo brezplačnih knjig. Novembra 2023 naj bi imel ključnik #BookTok več kot 200 milijard ogledov na TikToku s približno 60 milijardami videov.
Decembra 2021 je eden od članov skupnosti BookTok  drugim uporabnikom poslal na desetine paketov, ki so vsebovali novo izdano knjigo in kodirano sporočilo, da ustvarijo zanimanje o novi knjigi. Sporočilo je bilo dekodirano v mesecu dni s strani skupine BookTokerjev, ki so se poimenovali The Scooby Gang. Razvedelo se je, da je avtorica Melissa Blair, članica skupnosti BookTok, ki pripada severnoameriški staroselski skupnosti, in knjiga se je v naslednjih tednih prodala v več kot 4.000 izvodih. Drugi avtorji, ki objavljajo vsebine s ključnikom BookTok, so opazili, da s tem dosegajo večjo prodajo svojih knjig, hkrati pa jim ključnik omogoča, da ostajajo povezani ali da na novo dosežejo ciljne skupine potencialnih kupcev.

## Kultura
BookTok ima svojo lastno kulturo v digitalnem svetu, ki temelji ja videih, ki jih uporabniki objavljajo tudi na Instagramu, Facebooku in drugih družbenih omrežjih. Znotraj skupnosti obstaja več subkultur, in sicer na podlagi knjig, za katere se uporabniki zanimajo. Med takimi subkulturami na BookToku so na primer skupine, ki jih zanimajo ljubezenski romani, fantazijska književnost ali zgodovinska književnost. BookTok ponuja pestro izbiro vsebin, prilagojenih uporabnikom, kot so mnenja o knjigah, prikazi kupljenih knjig, oblačenje v junake ali igranje scen iz knjig. V tem digitalnem svetu nastajajo manjše skupine na drugih omrežjih, kot je discord. Na voljo so članki, ki ugotavljajo, kako je BookTok spremenil branje za mlajše ljudi in vplival na založnistvo. Vpliv BookToka so zaznali tudi v slovenskih knjigarnah.

### Vpliv na branje
BookTok prostor je bil povezan s povečanjem želje po branju izven učilnic kot tudi reagiranje/ocenjevanje knjig čustveno namesto samo iz kritičnega vidika. Ustvarjalci objavljajo raznolike TikToke o knjigah, ki jih berejo, a velikokrat reagirajo na celotne knjige ali specifične scene. Nekateri od teh videov prikazujejo neomajne reakcije na knjige, ki navdihnejo ostale BookTok uporabnike, da preberejo knjigo. The Song of Achilles avtorice Madeline Miller je popularen primer, kjer v videih ustvarjalci jočejo zaradi konca, in je pridobil popularnost na aplikaciji. Velikokrat je del kulture na BookToku debata o tem, kako knjige naredijo čustva.
Še en popularen vidik skupnostne kulture na BookToku je odprta debata in ideja, da uporabniki knjige berejo skupaj.

## Vpliv na prodajo in izdajo
TikTok videi ljudi, ki predlagajo knjige, so vodili do vidnega povečanja prodaj. Veliko knjig se je znašlo na The New York Times Bestseller list zaradi videov iz BookToka. V nekaterih primerih so bile knjige, ki so prejele taka mnenja,  bila stara skoraj desetletje, ko so nekatere knjige dobile popularnost še pred izidom. Knjige so postale popularne na aplikaciji zaradi iskrene ljubezni do njih od bralcev, ali zaradi šoka in šal o temi, kot se je videlo na primeru knjige Ice Planet Barbarians.
Oboji, avtorji in založniki, so začeli opažati rast prodaj zaradi BookToka. Avtorji so začeli ustvarjati svoje BookTok profile, ko so založniki naredili profile za njihovo podjetje in sponzorirali popularne BookTokerje da promovirajo njihove naslove. Nekateri so oboževali skupnost, ker širijo zavest o knjigah, ki drugače ne bi bile izjemno oglaševane, kot so knjige, ki jih avtorji objavijo sami. Veliki založniki so tudi kupovali pravice, da kupijo knjige od samostojnih avtorjev, ki so dobili popularnost na aplikaciji.  The Atlas Six od Olivie Blake je bila samostojno založena preko Kindla v 2020 in postala viralna 'BookTok senzacija'. Fantazijsko novelo je pobral Tor Books in jo še enkrat objavil z revizijami v 2021.  Bili so tudi primeri, ko so avtorji dobili založniške posle za njihove neobjavljene knjige ki so postale popularne na aplikaciji, npr. Lightlark od Alex Aster.
Knjigarne, kot je Barnes and Noble, so opazile sposobnost, da BookTok poveča prodajo, in so ga vključile v svoje trgovine. Veliko Barnes and Noble trgovin ima vitrine BookTok, ki vsebujejo popularne knjige na aplikaciji, in podjetje je prav tako rezerviralo del strani, namenjene tem knjigam. Veliko prodajalcev je videlo BookTok kot organsko oglaševalno metodo, in bralci najdejo, kaj je popularno skozi objave in želijo prebrati knjige, da se vključijo v skupnost. Nekateri člani v skupnosti se strinjajo z občutkom organskega oglaševanja znotraj skupnosti, ker daje bralcem več kontrole o tem, katere knjige so popularne. Drugi kritizirajo, da lahko ustvari 'jamo z odmevom' o tem, katere knjige morajo prebrati. Skupnost lahko tudi pomaga pri trendu več bralcev, z rastočim interesom po branju, ki se kaže v rasti skupnosti in popularnosti TikToka.

## Popularne BookTok knjige
'BookTok knjige' so knjige, ki so pod debato največkrat na TikTok platformi. Pogosto prejmejo veliko pozornosti od TikTok skupnosti in resničnega sveta. Nekatere izmed teh knjig so:
- A Court of Thorns and Roses by Sarah J. Maas[29]
- The Atlas Six by Olivie Blake[30]
- Fourth Wing by Rebecca Yarros[31]
- Ice Planet Barbarians by Ruby Dixon[32]
- It Ends With Us by Colleen Hoover[33]
- The Invisible Life of Addie LaRue by V. E. Schwab[34]
- Lightlark by Alex Aster[35]
- The Love Hypothesis by Ali Hazelwood
- My Year of Rest and Relaxation by Ottessa Moshfegh[36]
- The Seven Husbands of Evelyn Hugo  by Taylor Jenkins Reid[37]
- Six of Crows by Leigh Bardugo[38]
- The Song of Achilles by Madeline Miller[39]
- They Both Die at the End by Adam Silvera[40]
- We Were Liars by E. Lockhart[39]
- These Violent Delights by Chloe Gong[40]
- Throne of Glass by Sarah J. Maas[41]
- The Cruel Prince by Holly Black
- "The Dream To End All Dreams" by Rebecca Ryder[39]
- "Blood Over Bright Haven" by ML Wang
- "Twisted Series" by Ana Huang